# Melchor Robledo
Melchor Robledo, también como Melcior y Robredo, (diócesis de Segovia, c. 1510 – Zaragoza, 23 de noviembre de 1586) fue un músico y compositor español. Considerado el iniciador de la escuela aragonesa de música polifónica del siglo XVI.

## Vida
Es muy poco lo que se sabe de la vida de Robledo. Pedro Calahorra especula que su año de nacimiento tuvo que ser hacia 1510, teniendo en cuenta que cuando fue aceptado como maestro de capilla en el Pilar en 1531 debía tener hacia 18 años. También especula con su origen en la diócesis de Segovia basándose en documentación que habla de Robledo como «clérigo de la diócesis de Segovia» y «cantor castellano». La documentación también habla de que Robledo había recibido una dispensa de la «autoridad apostólica del impedimento de ilegitimidad» para recibir sus cuatro órdenes menores, el subdiaconado y el diaconado. Calahorra lo coloca como hijo ilegítimo de algún noble o gran señor que, destinado a la vida religiosa, habría recibido una buena educación. Existen noticias de 1520 de un «Robledillo, cantor» en la Capilla Real de Granada, lo que coincidiría con una fecha de nacimiento de 1510. Si es el mismo Robledo es desconocido. El caso es que Melchor Robledo llega a Zaragoza con un criado, cosa poco habitual para su edad, indicación de que su posición debía ser desahogada.

### Maestría en el Pilar
Llegó en 1531 a la iglesia del Pilar de Zaragoza:

Año 1531. Recepción de cantor.
Lunes, día de San Cristóbal, recibimos al cantor castellano Robredo y a su criado; a él por maestro de capilla y le damos DC sueldos en dineros, en tercios, y los nueve dineros cada día y cuatro cahíces de trigo; y al muchacho recibimos en infante mayor.
Actas del cabildo del Pilar, 1531

No aparecen otros datos de Robledo en la documentación del Pilar, por lo que se desconoce si llegó a la posición por oposición o nombramiento directo, cual fue su actividad allí, ni cuando partió de Zaragoza.

### Maestría en la Catedral de Tarragona
Sanç Capdevila coloca a Robledo en la Catedral de Tarragona en 1549. Pero las actas catedralicias solo hablan de Robledo a partir de 1566, en la que lo mencionan como nuevo maestro de canto. No es probable que mantuviera el puesto de 1549 a 1566, sobre todo teniendo en cuenta que las actas capitulares hablan en 1565 de un Gatuelles como maestro de canto. Lo más probable es que en 1566 regresara al puesto.
Es probable que entre la primera vez y la segunda estuviese en Italia, durante cuatro años, como parte del séquito del arzobispo de Tarragona y patriarca de Antioquía, Fernando de Loazes.
Solo es mencionado en las actas capitulares otras dos veces. No hay más documentación debido a la destrucción sufrida en la Guerra de la Independencia en Tarragona. Una primera, en la que se comisiona un libro para sus composiciones, y una segunda, de 1572, cuando ya estaba de nuevo en Zaragoza, tratando de volver a traerlo a Tarragona como maestro de capilla. Las negociaciones no fructificaron, ya que el cabildo metropolitano no le concedió el salario que Robledo esperaba.

### Estancia en Roma
Es posible que estuviese en Roma como miembro de la Capilla Sixtina. Aunque no hay documentación directa sobre el viaje, se sabe por el canónigo Pascual de Mandura (1550–1604), contemporáneo de Robledo, de la fama del maestro en Italia: «Después de la muerte de Melchor Robledo, maestro de capilla que fue de esta Iglesia, famoso y conocido en toda España e Italia [...]» Además, los códices musicales vaticanos muestran obras de Robledo, lo que demuestra que, en efecto, era conocido en la ciudad.
François Joseph Fétis, en su Biographie universelle des musiciens (1864), da noticia de la estancia de Robledo en Roma. Rafael Cassimiri une este hecho con una carta de Antonio Boccapaduli, maestro director de la Capilla Sixtina, pidiendo al Secretario de Estado vaticano que contacte con los nuncios de España y Francia en búsqueda de cantores, para concluir que es muy probable que estuviese de pratichi en Roma, aunque no necesariamente perteneciese a la Capilla Sixtina. El viaje ha sido repetido posteriormente por diversos otros musicólogos e historiadores, entre ellos Albert Lavignac, que incluye que Robledo había escrito varias obras en Roma; Hilarión Eslava; Juan Bautista Elústiza y Gonzalo Castrillo Hernández, citando a Franz Xavier Haberl; y Antonio Lozano, maestro de capilla del Pilar.
Sin embargo Pedro Calahorra no ha podido encontrar su nombre en ninguno de los documentos y listas relativos a los cantores de la Capilla Sixtina, por lo que supone que el viaje hubiese sido una peregrinación particular o debido al acompañamiento de algún cargo eclesiástico o noble.

### Maestría en la Catedral de Zaragoza
El 2 de julio de 1569, tras la muerte de Jaime Talamantes, maestro de capilla de La Seo de Zaragoza, Melchor Robledo fue nombrado en su lugar.

Creación de maestro de capilla.
 Eodem die los señores del Cabildo nombraron en Maestro de Capilla a Melchor Robledo; y danle por sus trabajos una ración que tiene de cuerpo cada día dos y nueve, y danle más, en tanto que no se ordenare, cincuenta escudos.
Actas del cabildo de la Catedral de Zaragoza, 2 de julio de 1569

El hecho de la «creación» indica que Robledo todavía no había recibido las órdenes sagradas (menores) en esa fecha. En agosto de 1571 el arzobispo le concedió dos beneficios, uno en El Pilar y otro en La Seo, en los que Robledo aparece como «clérigo de la diócesis de Segovia». No se sabe si fue en su juventud o si fue entre su «creación» como maestro de capilla y las concesiones.
Robledo tuvo diversos litigios por sus beneficios, lo que le llevó a discutir una nueva maestría en la Catedral de Tarragona (1572) y en la de Palencia (1580). Tuvo que nombrar procuradores causídicos en diversas ocasiones para representarlo en el Vaticano.
Falleció en el cargo el 23 de noviembre de 1586. Su tumba se encuentra en la capilla de San Valero, patrón de Zaragoza, de la Catedral.

A 23 [de noviembre de 1586] murió Robledo, maestro de capilla de La Seo. Recibió los sacramentos de la Confesión y Eucaristía. Enterróle el Capítulo en la capilla donde San Valero.  Hizo testamento, notario Juan Descartín, ejecutores el señor prior Antonio Juan Romero y Juan de Unzay.
Partida de fallecimiento

## Obra
El canónigo Madura escribirá de él «famoso y conocido en toda España e Italia y teniendo en gran reputación de los maestros y varones preeminentes en música». Las obras de Robledo se seguían empleando en la Seo en pleno siglo XIX. Su obra se encuentra repartida en las catedrales de Ávila, Huesca, Palencia, Tarazona, Toledo y Valladolid y en las colegiatas de Calatayud y Alquézar.
De entre su obra, casi toda religiosa y en latín, se han conservado cinco misas, ocho motetes, tres invitatorios y varios Te Deum, salmos, magníficat e himnos para vísperas. Los motivos temáticos están a menudo extraídos del canto gregoriano.